# Ахалшени (Лентехский муниципалитет)
Ахалшени (груз. ახალშენი) — село в Грузии, на территории Лентехского муниципалитета края (мхаре) Рача-Лечхуми и Нижняя Сванетия.

## География
Село находится в северной части Грузии, к северу от реки Цхенисцкали, на расстоянии приблизительно 26 километров (по прямой) к востоку от посёлка городского типа Лентехи, административного центра муниципалитета. Абсолютная высота — 1451 метр над уровнем моря.

## Население
По результатам официальной переписи населения 2014 года, в Ахалшени проживало 15 человек (7 мужчин и 8 женщин). В национальной структуре населения грузины составляли 100 %.
| Год  | Население, человек |
| ---- | ------------------ |
| 2002 | 98                 |
| 2014 | ↘ 15               |